# 人都是要死的
《人都是要死的》（法語：Tous les hommes sont mortels）是由西蒙·波娃于1946年创作的一部小说。小说叙述了主人公雷蒙·福斯卡，因饮下长生药而获得永生能力的故事。